# بخش سسنا (شهرستان هاردین، اوهایو)
بخش سسنا (به انگلیسی: Cessna Township) یک منطقهٔ مسکونی در ایالات متحده آمریکا است که در شهرستان هاردین، اوهایو واقع شده‌است.
 بخش سسنا ۵۹٫۲ کیلومتر مربع مساحت و ۴۹۴ نفر جمعیت دارد و ۳۰۷ متر بالاتر از سطح دریا واقع شده‌است.